# اقتصاد بوم‌شناختی

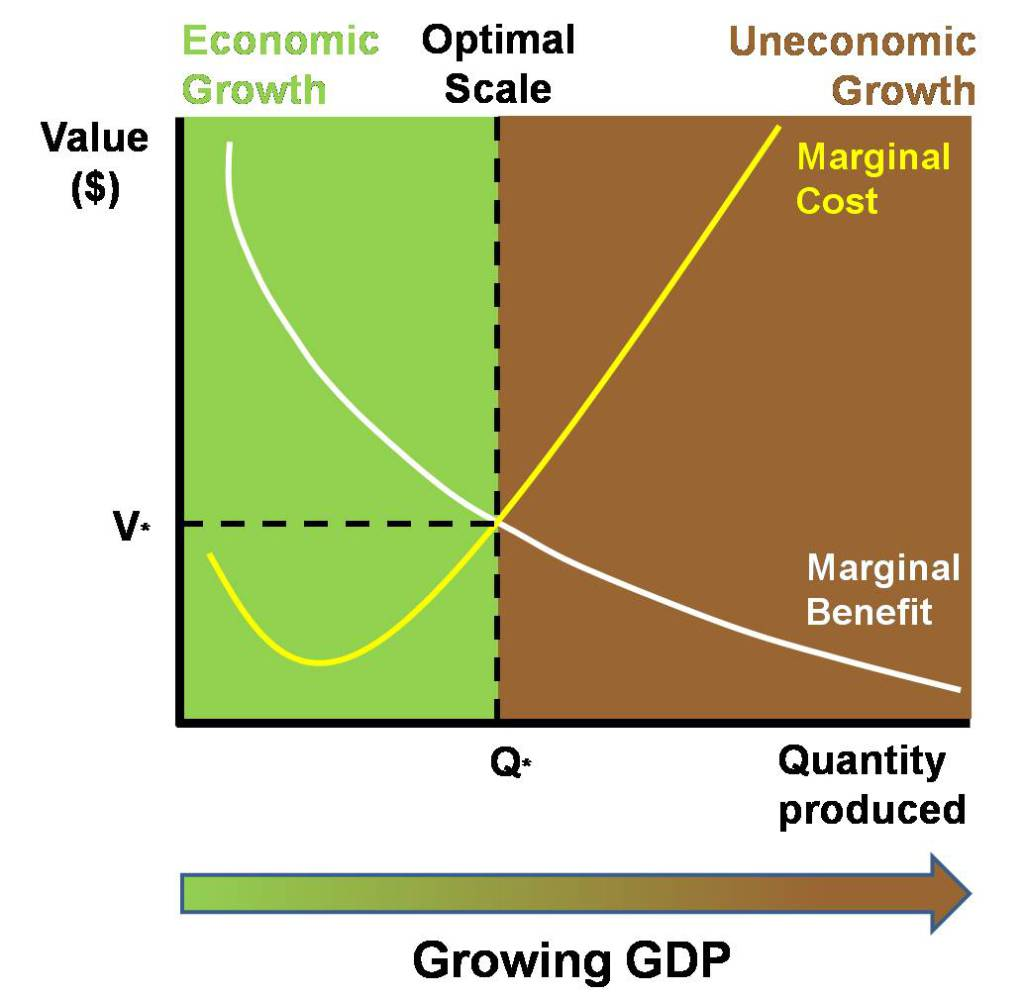
هزینه‌های حاشیه‌ای یک اقتصاد در حال رشد ممکن است به تدریج از منافع حاشیه‌ای، هر چند اندازه‌گیری شود، فراتر رود.

اقتصاد بوم‌شناختی (به انگلیسی: Ecological economics)، اقتصاد زیستی یا اقتصاد زیست‌محیطی، هم یک حوزۀ ترارشته‌ای و هم میان‌رشته‌ای از پژوهش‌های دانشگاهی و مکتبی دگراندیشانه و نامتعارف به اقتصاد بر اساس یک نظام ارزش‌گذاری منحصربفرد است که از دید وابستگی متقابل و تکامل همزمان اقتصادهای انسانی و اکوسیستم‌های طبیعی، هم از دیدگاه زمانی و هم از دیدگاه فضایی به بحث و بیان نظریات می‌پردازد. با تلقی اقتصاد به عنوان زیرسیستم اکوسیستم بزرگتر زمین و با تأکید بر حفظ سرمایه طبیعی، حوزه اقتصاد بوم‌شناختی از اقتصاد محیطی که جریان اصلی تحلیل اقتصادی محیط زیست است، متمایز می‌شود. یک نظرسنجی از اقتصاددانان آلمانی نشان داد که اقتصاد بوم‌شناختی و محیطی مکاتب مختلف فکری اقتصادی هستند، با اقتصاددانان بوم‌شناس بر پایداری قوی تأکید می‌کنند و این پیشنهاد را رد می‌کنند که سرمایه فیزیکی (ساخت بشر) می‌تواند جایگزین سرمایه طبیعی شود.